# Кравчуновский, Илья Афанасьевич
Илья Афанасьевич Кравчуновский (1898, Москва, Российская империя — 17 августа 1957) — советский режиссёр и сценарист.

## Биография
Родился в 1898 году в Москве. В 1916 году поступил на медицинский факультет МГУ, который он окончил в 1919 году. В 1916 году впервые себя попробовал в качестве актёра — играл спектакли в различных студенческих труппах МГУ. В 1918 году впервые поставил спектакль в Симоновском клубе просвещения, с 1918 по 1919 год заведовал театральным отделом в Московском Пролеткульте. В 1919 году в связи с началом Гражданской войны в РСФСР был призван в Красную Армию, демобилизован был в 1920 году. После демобилизации поступил на режиссёрские курсы Пролеткульта, который он окончил в 1924 году, одновременно с этим заведовал отделом искусств там же. В кино с 1924 года, вошёл в состав киностудии Госкино, где являлся ассистентом режиссёра, режиссёром-постановщиком, также написал ряд сценариев для кинематографа. 
В 1941 году в связи с началом ВОВ добровольно ушёл на фронт и прошёл всю войну. 
После демобилизации вошёл в состав киностудии ЦСДФ в качестве режиссёра-постановщика и проработал до смерти.
Скончался 17 августа 1957 года. Похоронен на Ваганьковском кладбище.

## Фильмография

### Ассистент режиссёра
- 1924 — Стачка + сценарист

### Режиссёр
- 1929 — Когда зацветут поля + сценарист
- 1930 — Завтра ночью
- 1932 — Крылья

### Сценарист
- 1927 — Золотое руно